# Ikke-voldelig modstand
Ikke-voldelig modstand eller ikke-voldelig handling, nogle gange kaldet civil modstand, er en planlagt handling for at nå mål gennem symbolske protester, civil ulydighed, økonomisk eller politisk ikke-samarbejde, satyagraha, konstruktivt program eller andre metoder, mens man afholder sig fra vold og trusler om vold.  Denne type af handling fremhæver ønskerne hos en person eller gruppe, der føler, at noget skal ændres for at forbedre den nuværende tilstand.
Mahatma Gandhi er den mest populære figur relateret til denne type protest; FN fejrer Gandhis fødselsdag, den 2. oktober, som den internationale dag for ikke-vold . Andre prominente fortalere omfatter Abdul Ghaffar Khan, Henry David Thoreau, Etienne de la Boétie, Charles Stewart Parnell, Te Whiti o Rongomai, Tohu Kākahi, Leo Tolstoy, Alice Paul, Martin Luther King Jr., Daniel Berrigan, Philip Berrigan, James Bevel, Václav Havel, Andrei Sakharov, Lech Wałęsa, Gene Sharp, Nelson Mandela, Jose Rizal og mange andre. Fra 1966 til 1999 spillede ikkevoldelig borgermodstand en afgørende rolle i 50 ud af 67 overgange fra autoritarisme. 
Den "Syngende revolution" (1989-1991) i Estland, Letland og Litauen førte til de tre baltiske landes genoprettelse af uafhængighed fra Sovjetunionen i 1991[kilde mangler]. For nylig har ikke-voldelig modstand ført til Rose-revolutionen i Georgien. Forskning viser, at ikke-voldelige kampagner spreder sig på tværs af geografiske områder. Oplysninger om ikke-voldelig modstand i ét land kan i væsentlig grad påvirke ikke-voldelig aktivisme i andre lande.  
Mange bevægelser, der fremmer filosofier om ikke-vold eller pacifisme, har pragmatisk adopteret metoderne til ikke-voldelig handling som en effektiv måde at nå sociale eller politiske mål. De anvender ikke-voldelige modstandstaktikker såsom: informationskrigsførelse, stakit, marcher, vagter, foldere, samizdat, magnitizdat, satyagraha, protestkunst, protestmusik og poesi, samfundsuddannelse og bevidsthedsløft, lobbyisme, skattemodstand, civil ulydighed eller sanktioner, boykot, juridisk/diplomatisk arbejde, underjordiske jernbaner, principiel afvisning af priser/hædersbevisninger og generalstrejker. Aktuelle ikke-voldelige modstandsbevægelser omfatter: Jeansrevolutionen i Hviderusland, kampen for de cubanske dissidenter og internationalt Extinction Rebellion og School Strike for Climate.
Selvom ikke-voldelige bevægelser kan opretholde en bredere offentlig legitimitet ved at afstå fra vold, kan nogle dele af samfundet opfatte protestbevægelser som værende mere voldelige, end de i virkeligheden er, når de er uenige i bevægelsens sociale mål.  En stor del af arbejdet har adresseret de faktorer, der fører til voldelig mobilisering, men mindre opmærksomhed er blevet rettet mod at forstå, hvorfor tvister bliver voldelige eller ikke-voldelige, og sammenligner disse to som strategiske valg i forhold til konventionel politik. 